# Сагрантино

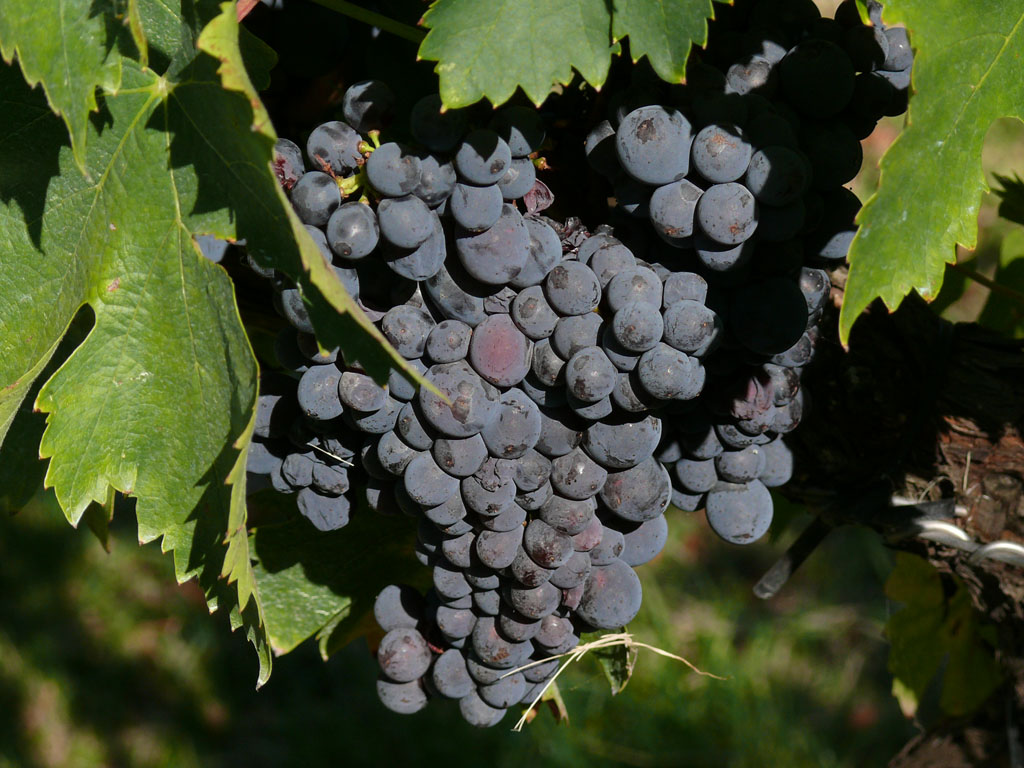
Сагрантино

Сагрантино — автохтонний італійський сорт червоного винограду, який використовується для виробництва червоних вин. Вирощується в регіоні Умбрія, центральної Італії.

## Географія
Невідомо чи належить він до еколого-географічної групи західноєвропейських сортів винограду. Вирощують в Італії, в області Умбрія, переважно навколо комуни Монтефалько. Сагрантино також вирощується в США лише на кількох вибраних виноградниках. Цей глибокий, соковитий червоний виноград дав кілька виняткових вин, особливо у Північній Кароліні. У невеликих кількостях вирощується в Австралії.

## Історія
Сорт відомий з давніх часів. Він згадується у Плінія Старшого. Також письмові згадки про нього датуються XVI сторіччям. У ті часи з нього виробляли десертне вино для церковних потреб. Походження сорту невідоме, вважається що він завезений монахами з Малої Азії або Греції.

## Характеристики сорту

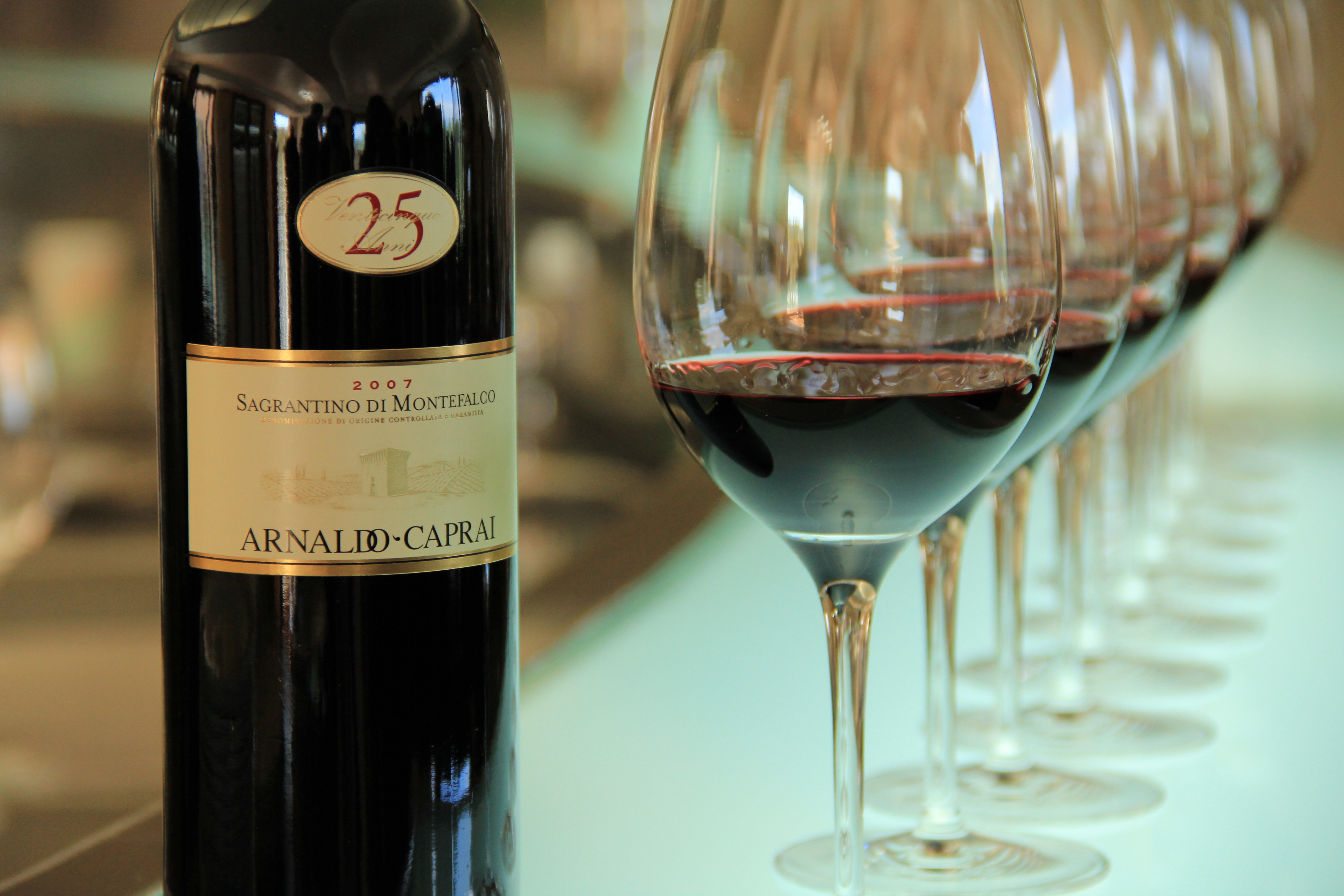
Вино з винограду сагрантіно

Сила росту лози середня. Квітка двостатева, правильної форми, середня або менша середньої. Віночок зеленого кольору. Лист середнього розміру, орбікулярний, трилопатевий, рідше п'ятилопатевий. Верхня сторінка зелена, нижня з опушенням. Промислово стигле гроно середнього або менше за середній розмір, циліндричне або циліндро-конічне, «крилате». Квітконос середньої довжини й товщини, напівздерев'янілий. Квітконіжки середньої довжини, тонкі, зеленого кольору. Ягода кругла або злегка овальна, з правильним перетином. Шкірка середньо або дуже пруінозна, чорного кольору, середньої товщини, міцна. Виноградне насіння — 2–3 насінини на ягоду, середнього розміру, правильної форми, з коротким «дзьобом». Врожайність невисока. Належить до сортів пізнього періоду дозрівання. Сагрантіно має дуже високий вміст поліфенолів — 4174 мг/кг, основна частка поліфенолів доводиться на таніни. Сагрантіно вважається сортом з самим високим вмістом танінів.

## Характеристики вина
Внаслідок високого вмісту танінів раніше сорт не використовувався для виробництва сухих вин. З нього виробляли десертні вина методом «пасіто» (з в'яленого винограду). У наш час з сагрантіно виробляють сухі червоні вина дуже високої якості з гарним потенціалом для витримки (до кількох десятків років). Вино має дуже високий вміст танінів та алкоголю, концентрований смак та аромат чорних ягід та фруктів.